# Seleção de Dominica de Futebol Feminino
A Seleção de Dominica de Futebol Feminino representa Dominica no futebol feminino internacional. Não possui nenhum resultado relevante. Também não obteve nenhum titúlo na história.